# Cantó de Chasluç
El cantó de Chasluç és un cantó francès del departament de l'Alta Viena, situat al districte de Llemotges. Té sis municipis i el cap és Chasluç.

## Municipis
- Bussiéra Galand
- Los Cars
- Chasluç
- Flavinhac
- Lavinhac
- Pajas

## Història
| Data d'elecció                           | Identitat             | Partit           | Qualitat |
| ---------------------------------------- | --------------------- | ---------------- | -------- |
| 1951-1956                                | François Romain       | SFIO             |          |
| 1956-1973                                | André Besse           | SFIO, després PS |          |
| 1973-1979                                | André Mazières        | PS               |          |
| 1979-                                    | Jean-Claude Peyronnet | PS               |          |
| les dades anteriors no són pas conegudes |                       |                  |          |
|                                          |                       |                  |          |

## Demografia
| 1962  | 1968  | 1975  | 1982  | 1990  | 1999  | 2006  |
| ----- | ----- | ----- | ----- | ----- | ----- | ----- |
| 5.963 | 6.342 | 6.289 | 5.829 | 5.431 | 5.410 | 5.410 |